# Coca Cola Live @ MTV - The Summer Song
Coca Cola Live @ MTV - The Summer Song è un concerto che si è svolto nel 2009 e nel 2010 in Italia nel mese di settembre e che vedeva sfidarsi tutte le hit dell'estate di quell'anno, sulla falsariga dell'ormai defunto Festivalbar. Entrambe le edizioni sono state trasmesse da MTV.

## Edizioni
| Edizione | Anno | Vincitore   | Brano                  | Conduttori                             |
| -------- | ---- | ----------- | ---------------------- | -------------------------------------- |
| 1ª       | 2009 | Marco Carta | Dentro ad ogni brivido | Valentina Correani Alessandro Cattelan |
| 2ª       | 2010 | Sonohra     | Good Luck My Friend    | Valentina Correani Francesco Mandelli  |